# Перистерона (окръг Фамагуста)
Перистеро̀на (на гръцки: Περιστερώνα; на турски: Alaniçi) е село в Кипър, окръг Фамагуста. Според статистическата служба на Северен Кипър през 2011 г. селото има 860 жители.
Де факто е под контрола на непризнатата Севернокипърска турска република.